# Гатчинская правда
«Га́тчинская пра́вда» — российская общественно-политическая газета, выходящая в городе Гатчине (Ленинградская область).
Газета была основана 15 мая 1931 года под названием «Красногвардеец» как печатный орган горкома ВКП(б) и городского совета. В этом же году название газеты было изменено на «Красногвардейская правда», название было дано по названию города Красногвардейск (ныне Гатчина). В 1931—1934 годах часть материалов газеты публиковалась на финском языке, а с 1932 по 1935 годы и в 1954 году работала выездная редакция. В период оккупации города во время Великой Отечественной войны (с 1941 по 1943 годы) газета издавалась подпольно. В 1944 году в связи с переименованием города Красногвардейск в город Гатчина газета была переименована в «Гатчинскую правду».

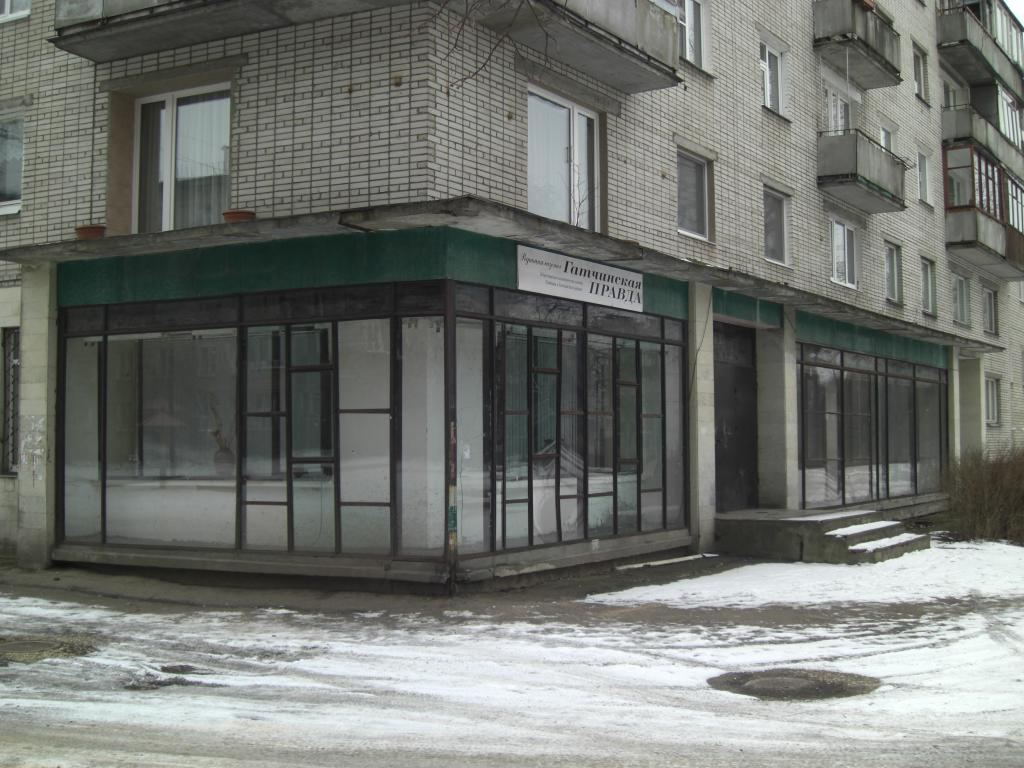
Редакция газеты

В 1991 году газета была перерегистрирована как орган местной администрации и трудового коллектива.
Современные учредители газеты: АНО "Редакция газеты «Гатчинская правда», Комитет по печати и связям с общественностью Ленинградской области, администрация Гатчинского района, Совет депутатов г. Гатчина.
Газета выходит два раза в неделю: по вторникам и четвергам (с программой ТВ).
В 2004 году газета была награждена специальным дипломом Всероссийского конкурса «Патриот России».